# Syzygiella eatonii
Syzygiella eatonii là một loài rêu tản trong họ Jungermanniaceae. Loài này được (Austin) Inoue miêu tả khoa học lần đầu tiên năm 1962.